# Anuar Abutalipov
Anuar Abutalipov (en kazajo: Әнуар Әбутәліпов, en ruso: Ануар Абуталипов; 7 de diciembre de 1923 — 30 de julio de 2002) fue un militar soviético de origen kazajo que combatió durante la Segunda Guerra Mundial en las filas del 13.º Regimiento Aerotransportado de la Guardia del Ejército Rojo. Durante dicho conflicto se le concedió el título de Héroe de la Unión Soviética el 24 de marzo de 1945 por sus hazañas de combate.

## Biografía
Abutalipov nació el 7 de diciembre de 1923 en el seno de una familia de campesinos kazajos en el aúl de Besharyk, una pequeña localidad rural situada en el Óblast de Sir Daria en la República Socialista Soviética Autónoma de Turquestán —entonces parte de la RSFS de Rusia, actualmente en el distrito de Zhanakorgan de la provincia de Kyzylorda en Kazajistán—.  Después de completar su educación primaria en la escuela de la aldea, trabajó en una granja colectiva. Era miembro del Komsomol.
Fue reclutado por el Ejército Rojo en septiembre de 1942 y enviado al frente en 1943 como servidor de ametralladora en las filas del 13.º Regimiento Aerotransportado de la Guardia. Tuvo su bautismo de fuego en febrero de 1943. El 24 de octubre de 1944, se distinguió en combate cuando comandó el barco número 3, mientras cruzaba el río Tisza en Hungría cerca de la aldea de Tisadorogma, junto con otros dos soldados. Después de realizar un primer viaje para reconocer las defensa enemigas, comenzaron a transportar equipos y municiones al otro lado del río, en total hicieron cuarenta y dos viajes en dos días, pasando más de un día sin dormir y acabando con la vida de dieciocho soldados enemigos con su ametralladora. También dejó fuera de combate tres tanques Panzer VI Tiger alemanes. 
El 24 de marzo de 1945, el Presídium del Sóviet Supremo de la Unión Soviética le concedió el título de Héroe de la Unión Soviética, la Orden de Lenin y la medalla de la Estrella de Oro (n.º 3763) «por el desempeño ejemplar de las misiones de combate del comando en el frente de lucha contra los invasores nazis y el coraje y heroísmo del soldado de la guardia del Ejército Rojo».
En agosto de 1945, poco después del final de la guerra, regresó a su tierra natal donde trabajó como jefe de equipo en una granja colectiva. Murió el 30 de julio de 2002  El 3 de octubre de 2003, por decreto del gobierno de la República de Kazajistán, la escuela núm. 209 situada en su distrito natal recibió su nombre.

## Condecoraciones
|  | Héroe de la Unión Soviética (24 de marzo de 1945)             |
|  | Orden de Lenin dos veces (24 de marzo de 1945, 1949)          |
|  | Orden de la Guerra Patria de 1.er grado (6 de abril de 1985). |
|  | Medalla al Valor (1944)                                       |